# Cessna Citation Longitude
Cessna Citation Longitude (Model 700) – amerykański samolot dyspozycyjny, zaprojektowany w wytwórni Cessna. Maszyna należy do popularnej rodziny samolotów Cessna Citation.

## Historia
Projekt nowego samolotu dyspozycyjnego amerykańskiej wytwórni został po raz pierwszy oficjalnie ogłoszony na konferencji European Business Aviation Association w maju 2012 roku. Prace nad wersją Longitude rozpoczęto wiosną 2012 roku. Prowadzono je równolegle z zainicjowanym w 2011 roku programem budowy mniejszego samolotu, Cessna Citation Latitude. W konstrukcji Longitude wykorzystano zmodyfikowany kadłub wersji Latitude. Kabina pasażerska, o wysokości 1,83 m i szerokości 1,96 m, może pomieścić maksymalnie dwunastu pasażerów. Skrzydła samolotu konstrukcyjnie oparte są na skrzydłach maszyny Hawker 4000, którego produkcję zakończono w 2013 roku. Było to o tyle naturalne posunięcie, iż Hawker Beechcraft, odpowiedzialny za projekt Hawkera 4000, został przejęty przez Textron Aviation, do którego należy również wytwórnia Cessna. Longitude jest pierwszą zbudowaną maszyną dyspozycyjną Textron Aviation po przejęciu przez ten koncern wytwórni Hawker Beechcraft. Prototyp samolotu budowano w zakładach należących do Hawker Beechcraft. Pod koniec 2015 roku wytwórnia ujawniła gotowy prototyp przeznaczony do prób naziemnych. Latający prototyp, przed swoim oblotem, przeszedł serię testów związanych z działaniem jednostek napędowych, weryfikacji poddano funkcjonowanie systemu rozruchu silników, współpracy systemów awioniki, układu paliwowego i automatycznej przepustnicy, w jaką wyposażony jest samolot. Oblot ukończonego prototypu odbył się 8 października 2016 roku. Maszyna, za sterami której siedzieli piloci doświadczalni wytwórni Ed Wenninger i Stuart Rogerson, wzbiła się do swojego pierwszego lotu z lotniska w Wichita w Kansas. Lot przebiegł pomyślnie i trwał dwie godziny i dwie minuty. W trakcie lotu sprawdzono funkcjonowanie układu sterowania, hermetyczność kabiny, stateczność maszyny i działanie podwozia. Do czasu ukończenia kolejnego modelu rodziny Citation, wersji Hemisphere, jest to największy samolot w ofercie Cessny, dysponujący również największym zasięgiem. Pomimo dużej konkurencji na rynku samolotów dyspozycyjnych, wytwórnia liczy na sprzedaż swojej maszyny, głównie w oparciu o użytkowników wcześniejszych modeli Citation. Model Longitude jest intensywnie promowany przez producenta. W lutym 2018 roku samolot został zaprezentowany na odbywających się w dniach 6 - 11 lutego w Singapurze pokazach Singapore Airshow. Przed przybyciem do Singapuru, samolot o znakach rejestracyjnych N707CL i numerze seryjnym 700-0007 odwiedził 27 miast Azji i Pacyfiku, pokonując 69 200 km. Celem było zaprezentowani maszyny na rynku azjatyckim. Podobny lot promocyjny został wykonany wcześniej na terenie Stanów Zjednoczonych, samolot odwiedził podczas jego trwania 46 amerykańskich miast. Do czasu singapurskich pokazów, pięć biorących udział w próbach prototypów wykonało około 800 lotów, spędzając w powietrzu 1900 godzin. W pierwszej połowie 2018 roku spodziewane było otrzymanie przez samolot certyfikatu typu. Ostatecznie 21 września 2019 roku maszyna otrzymała certyfikat typu przyznany przez Federal Aviation Administration co otworzyło drogę do uruchomienia sprzedaży samolotu. Pierwszym użytkownikiem samolotu została amerykańska firma NetJets, specjalizująca się w czarterowaniu maszyn pasażerskich. Swój pierwszy z zamówionych samolotów otrzymała 31 grudnia 2019 roku.
13 lipca 2021 roku producent poinformował o przyznaniu maszynie europejskiego certyfikatu typu, wydanego przez Europejską Agencje Bezpieczeństwa Lotniczego. Do czasu uzyskania europejskiego certyfikatu, Textron Aviation dostarczył do odbiorców 34 samoloty. Otrzymanie europejskiego certyfikatu, otworzyło przed producentem drogę do sprzedaży swojego modelu na starym kontynencie.

## Konstrukcja
Longitude jest metalowym, wolnonośnym dolnopłatem z chowanym podwoziem. Maszyna napędzana jest dwoma silnikami Honeywell HTF7700L umieszczonymi tradycyjnie dla samolotów dyspozycyjnych w tylnej części kadłuba, po obu jego stronach. Usterzenie w kształcie litery T. Podwozie chowane, trójzespołowe z przednim podparciem. Kabina pasażerska przystosowana do przewozu maksymalnie dwunastu pasażerów. Przedział bagażowy, o pojemności 3,17 m³, może pomieścić 506 kg bagażu. Planowe przeglądy obsługowe struktury płatowca przewidziane są co 800 godzin lotu lub co 18 miesięcy.